# Янніс Царухіс
Янніс Царухіс (грец. Γιάννης Τσαρούχης, 13 січня 1910, Пірей — 20 липня 1989, Афіни) — грецький художник і сценограф, який здобув міжнародну славу та був «відомий, зокрема, своїми гомоеротичними сюжетами», включаючи солдатів, моряків та оголених чоловіків.

## Життєпис
Янніс Царухіс народився 1910 року в Піреї. В період 1929—1935 років навчався в Афінській школі витончених мистецтв, був студентом Фотіоса Контоглу, який познайомив його з візантійською іконографією. Паралельно також вивчав народну архітектуру і традиції грецького народного костюму. Разом з Дімітрісом Пікіонісом, Фотіосом Контоглу і Ангелікою Хатзіміхалі він очолював рух за введення грецької традиції в живописі.
В період 1935—1936 років він відвідав Стамбул, Париж та Італію, де познайомився з мистецтвом Ренесансу та імпресіонізму, відкрив для себе роби Теофілоса Хатзіміхаіла, на його художнє сприйняття значно вплинули такі художників, як Анрі Матісс і Альберто Джакометті.
Він повернувся до Греції 1936 року і через два роки створив свою першу персональну виставку в Афінах. Брав участь у боях італо-грецької війни в 1940 році. 1949 року він та інші художники, в тому числі Нікос Хатзікіріакос-Гікас, Янніс Мораліс, Нікос Ніколау, Нікос Енгонопулос і Панайотіс Теціс створили мистецький гурток «Армос». 1951 року відбулись виставки робіт Царухіса в Парижі та Лондоні. 1958 року він брав участь у Венеційському бієнале. 1967 року він переїхав до Парижа.
1982 року відкрито Музей Янніса Царухіса, яким став будинок художника в афінському передмісті Марусі. Діє також Фонд Янніса Царухіса. Художник помер 1989 року в Афінах.

## Особисте життя
Янніс Царухіс був геєм, хоч і не заявляв про це прямо за житя. У показовій цитаті ближче до кінця свого життя (1987) Царухіс, залишаючись нечітким щодо власної сексуальності, висловив реальність життя гея в Греції: «Люди ніколи нічого від мене не очікували; вони вважали мене нижчою істотою, починаючи з моєї родини і закінчуючи моїми нечисленними друзями. Можливо, ця зневага змушувала мене працювати інтенсивніше, ніж я міг».